# Винтер, Педро
Педро Винтер (родился 21 апреля, 1975), так же известен как Busy P, — французский диджей и музыкант, владелец лейбла, и менеджер. Известный, прежде всего, как менеджер группы Daft Punk с начала их карьеры в 1996 до 2008, и основатель, владелец и руководитель лейбла Ed Banger, выпускающего электронную танцевальную инди-электронику. До начала работы с Daft Punk Педро был успешным промоутером, организовал большое количество знаменательных вечеринок в парижских клубах. В качестве диджея он играет релизы лейблов Ed Banger, Boys Noize Records и Institubes, перемежая их инди-роком, поп-хитами, хип-хопом и электронной музыкой из 90-х. Менеджер Justice.